# Rhynchostegiopsis brasiliensis
Rhynchostegiopsis brasiliensis là một loài Rêu trong họ Leucomiaceae. Loài này được Broth. mô tả khoa học đầu tiên năm 1924.